# بلاندی انا نوکیو
بلاندی انا نوکیو (انگلیسی: Blondy Nna Noukeu؛ زادهٔ ۱۷ سپتامبر ۲۰۰۱) بازیکن فوتبال اهل کامرون است که در حال حاضر برای ساندرلند در پست دروازه‌بان بازی می‌کند.

## زندگی شخصی و آغازین
بلاندی انا نوکیو در دوالا، کامرون به دنیا آمد و در بلژیک بزرگ شد. او فرزند پاتریس نوکیو، بازیکن سابق فوتبال حرفه‌ای، است و مادرش نیز بازیکن هندبال بوده‌است.

## دوران باشگاهی

### استوک سیتی
نوکیو فوتبال پایه را در رویال اکسل موکرون از ردهٔ زیر ۸ سال تا زیر ۱۰ سال آغاز کرد و در سن ۱۳ سالگی به آکادمی این باشگاه بازگشت. در ژوئیهٔ ۲۰۱۹، او با تیم انگلیسی استوک سیتی قرارداد امضا کرد و در ابتدا به تیم زیر ۲۳ سال آن‌ها پیوست. در فوریهٔ ۲۰۲۱، او قرارداد بلندمدتی با باشگاه امضا کرد. در ۱۶ ژوئیهٔ ۲۰۲۱، او با قراردادی قرضی یک‌ساله به کراولی تاون پیوست. او نخستین بازی حرفه‌ای خود را در ۱۰ اوت ۲۰۲۱ در چارچوب جام اتحادیه فوتبال انگلستان برابر باشگاه فوتبال گیلینگهام انجام داد. او در ۱ ژانویهٔ ۲۰۲۲ پس از انجام سه بازی جامی برای کراولی، توسط استوک فراخوانده شد.
در ۲۴ سپتامبر ۲۰۲۲، نوکیو با قراردادی قرضی تا ژانویهٔ ۲۰۲۳ به باشگاه فوتبال ساوت‌اند یونایتد پیوست، که این قرارداد در ادامه تا پایان فوریهٔ ۲۰۲۳ تمدید شد. او در مارس ۲۰۲۳ توسط استوک بازگردانده شد. در پایان فصل ۲۰۲۴–۲۰۲۳ باشگاه فوتبال استوک سیتی، باشگاه استوک قرارداد او را تمدید نکرد و از تیم جدا شد.

### ساندرلند
پس از پشت سر گذاشتن دوره‌ای آزمایشی موفق، نوکیو در ۲ اوت ۲۰۲۴ با ساندرلند قراردادی دو ساله امضا کرد.